# Municipio de Liberty (condado de Jefferson)
El municipio de Liberty (en inglés: Liberty Township) es un municipio ubicado en el condado de Jefferson en el estado estadounidense de Iowa. En el año 2010 tenía una población de 691 habitantes y una densidad poblacional de 8,96 personas por km².

## Geografía
El municipio de Liberty se encuentra ubicado en las coordenadas 40°56′26″N 92°0′54″O / 40.94056, -92.01500. Según la Oficina del Censo de los Estados Unidos, el municipio tiene una superficie total de 77.16 km², de la cual 77,11 km² corresponden a tierra firme y (0,06 %) 0,05 km² es agua.

## Demografía
Según el censo de 2010, había 691 personas residiendo en el municipio de Liberty. La densidad de población era de 8,96 hab./km². De los 691 habitantes, el municipio de Liberty estaba compuesto por el 96,82 % blancos, el 0,29 % eran afroamericanos, el 0,29 % eran amerindios, el 0,58 % eran asiáticos, el 0,58 % eran de otras razas y el 1,45 % eran de una mezcla de razas. Del total de la población el 1,3 % eran hispanos o latinos de cualquier raza.